# Artillerieschule (Kaserne)
Artillerieschule (8. Februar 1973 bis 17. Dezember 2014 Rilchenberg-Kaserne) ist der Name einer Kaserne der Bundeswehr in Idar-Oberstein. Hauptnutzer ist seit der Eröffnung der Liegenschaft 1967 die Artillerieschule der Bundeswehr. Im Zuge der Umbenennung und Umgliederung der Artillerieschule in Ausbildungsbereich Streitkräftegemeinsame Taktische Feuerunterstützung/Indirektes Feuer wurde die Kaserne umbenannt, um den Traditionsnamen Artillerieschule zu erhalten. Zum 1. April 2021 erfolgte die Rückumbenennung des Ausbildungsbereichs in Artillerieschule.

## Bau und Nutzungsgeschichte

### Planung und Bau
Mit der Aufstellung der Bundeswehr ab 1956 entstand ein Bedarf an Kasernenanlagen für die Unterbringung der neu geschaffenen Einheiten und Dienststellen, der nicht allein durch die Übernahme vorhandener Anlagen von den einstigen Besatzungsmächten USA, Frankreich und Großbritannien gedeckt werden konnte. Auch für den Bundeswehrstandort Idar-Oberstein wurde bereits 1956 die Notwendigkeit gesehen, die vorhandenen Kasernen (Hohl-Kaserne, Klotzberg-Kaserne, Straßburg-Kaserne) durch einen Neubau zu ergänzen und damit zusätzliche Kapazitäten zu schaffen. Die Standortschießanlage im Stadtteil Algenrodt und der Standortübungsplatz Rilchenberg wurden 1956 eingerichtet.
1957 fand die erste Planungsbesprechung zum Neubau einer Kasernenanlage auf dem Rilchenberg in Idar-Oberstein statt. Der Bauantrag zu der neuen Kaserne wurde 1961 gestellt. Am 10. Juli 1963 wurde eine Liegenschaft südlich von Niederbrombach zur Nutzung als Standortübungsplatz und Artillerie-Kleinkaliber-Schießplatz („ArtKK-Gelände“) übernommen.
1964 begann der Bau der Rilchenberg-Kaserne. Am 2. September 1964 wurde die katholische Standortkirche St. Barbara und am 25. Oktober 1964 die evangelische Johanneskirche geweiht. Damit erhielten die Militärpfarrgemeinden, geleitet vom Evangelischen Standortpfarrer (seit 1. Januar 1957 in Idar-Oberstein) und dem Katholischen Standortpfarrer (seit 2. August 1956 am Standort) ihre Gotteshäuser. Kindergärten und Pfarrbibliotheken gehörten zur Infrastruktur. Seit 1. Juli 2007 ist hier das Evangelische Militärpfarramt und seit 1. November 2007 das Katholische Militärpfarramt Idar-Oberstein beheimatet.
1966 erfolgten das Richtfest für die Kasernenanlage der ersten beiden Bauabschnitte, die das Stabsgebäude, Unterkünfte und den Technischen Bereich umfassten, sowie der erste Spatenstich für den dritten Bauabschnitt mit einem weiteren Stabsgebäude und einem Lehrsaalgebäude.

### Nutzung
Am 21. August 1967 verlegten erste Teile der Artillerieschule von der Klotzberg- in die Rilchenberg-Kaserne. Es zog der Stab der Artillerieschule ein, die am 29. Juni 1956 in der Klotzberg-Kaserne als Truppenschule Artillerie aufgestellt und am 1. April 1957 umbenannt worden war. Im Oktober 1967 folgte die Lehrgruppe D, die jedoch 1969 wieder aufgelöst wurde. Ebenfalls in die Rilchenberg-Kaserne kam der 1964 gebildete Spezialstab Auswertung, Truppenversuche und Vorschriften (ATV) der Artillerieschule.
Im August 1967 verlegte die Radarlehrbatterie 5, die am 1. Oktober 1966 in der Klotzberg-Kaserne aufgestellt worden war, in die Kasernenanlage auf dem Rilchenberg. Diese Einheit verblieb bis zum 2. April 1970 am Standort und ging im neu aufgestellten Beobachtungslehrbataillon 53 auf. Auch die am 1. Oktober 1966 aufgestellte Schallmesslehrbatterie 5 war bis zu ihrer Eingliederung in das Beobachtungslehrbataillon 53 am 2. April 1970 in der Rilchenberg-Kasernehier stationiert.
Die bis August 1967 in der Klotzberg-Kaserne stationierte Topographielehrbatterie 700 wurde zum 4. September 1967 in die Topographiebatterie 700 umgegliedert und in der Rilchenberg-Kaserne stationiert. Ein Hubschrauberlandeplatz entstand 1969.
Mit der Landesstraße 176 wurde am 20. Dezember 1970 eine direkte Verbindung zwischen den Kasernen und dem Truppenübungsplatz Baumholder fertiggestellt. Für drei weitere Unterkunftsgebäude war 1972 Baubeginn. Im selben Jahr wurde das Standort-Hallenbad übergeben. Der Bau eines weiteren Stabs- und eines Wirtschaftsgebäudes folgten 1973.
Am 8. Februar 1973 erhielt die Liegenschaft den Namen Rilchenberg-Kaserne. Bevor 1976 das Lehrsaalgebäude der Artillerieschule zur Nutzung übergeben wurden, fand der Lehrbetrieb auch in anderen Räumlichkeiten des Standortes und in Baumholder statt.
Die Verteilervermittlung der Bundeswehr Idar-Oberstein befand sich ab 1. Januar 1975 am Standort und wurde am 31. Dezember 1994 aufgelöst.
Ab 1. Januar 1979 wurden das Feldausbildungsregiment 85, die Feldausbildungsbataillone 851, 852, 853, 854 und 855 sowie die Feldausbildungskompanien 8511 bis 8515, 8521 bis 8525, 8531 bis 8535, 8541 bis 8544 und 8551 bis 8554 als Geräteeinheiten im Mobilmachungsstützpunkt der Rilchenberg-Kaserne eingelagert. Diese Verbände wurden zum 30. September 1996 aufgelöst.
Vom 1. Januar 1979 bis zum 1. Januar 1980 war die Drohnenbatterie CL 289 (Truppenversuch) in der Rilchenberg-Kaserne stationiert. Sie wurde in die Drohnenbatterie 300 zum 1. Januar 1980 umgegliedert und zum 31. März 1985 in Drohnenlehrbatterie 300 umbenannt. Zum 30. September 2003 wurde diese Einheit außer Dienst gestellt.
Um die Raketenschule der Artillerie aus der Selfkant-Kaserne in Geilenkirchen aufnehmen zu können, erfolgte am 3. März 1980 der erste Spatenstich zum Neubau von drei Gebäuden, in die die neue Lehrgruppe B der Artillerieschule am 1. Oktober 1981 einzog. Zugleich wurde die 5./Raketenartilleriebataillon 150 in der Rilchenberg-Kaserne stationiert. Diese Einheit wurde am 14. Juni 1985 in 4./Raketenartilleriebataillon 250 umbenannt und zum 31. März 1993 aufgelöst.
Vom 1. April 1981 bis 30. November 1994 war die Fernmeldedienstgruppe 431/21 mit dem Fernmelderevisionsinstandhaltungstrupp 431/211 in der Rilchenberg-Kaserne stationiert. Sie betrieben die Standortfernmeldeanlage 431/211. Vom 1. Dezember 1994 bis 30. September 2000 bestand die Fernmeldeanlage Bundeswehr 402/429.
Vom 1. Januar 1987 bis zum 30. September 1994 bestand die Mobilmachungsvorbereitungsgruppe der Artillerieschule in der Kaserne.
Im September 1991 wurde das Richtfest für zwei neue Internatsgebäude gefeiert.
Der Spezialstab Auswertung, Truppenversuche und Vorschriften (ATV) der Artillerieschule wurde am 31. Dezember 1994 aufgelöst.
Zum 1. Oktober 1999 nahm der neue Bereich Lehre und Ausbildung der Artillerieschule seine Tätigkeit auf.
Am Standort ist seit 1. November 2002 die BwFuhrparkService GmbH mit dem Mobilitätscenter Idar-Oberstein untergebracht, ebenso seit 1. August 2009 die BWI Informationstechnik GmbH SC Kusel VOS Idar-Oberstein.
Nach siebenjähriger Bauzeit konnte 2003 ein weiteres Lehrsaalgebäude fertiggestellt werden.
Die Betreuungsstelle Zivilberufliche Aus- und Weiterbildung ist seit 1. März 2004 tätig.
Das Offizieranwärterbataillon Idar-Oberstein wurde zum 1. Januar 2006 in der Kaserne aufgestellt und zum 30. Juni 2013 aufgelöst.
Der Schießsimulator Schützenpanzer Marder (192) im Standort Ahlen, später Artillerieschule, befand sich zwischen dem 1. Juli 2006 und dem 30. Juni 2015 am Standort.
Zum 30. September 2007 wurde die Lehrgruppe B der Artillerieschule aufgelöst. Am 1. Oktober 2007 entstanden in der Rilchenberg-Kaserne der Bereich Unterstützung, der Bereich Weiterentwicklung Artillerietruppe, das Fachmedienzentrum, die I. Inspektion Offiziersausbildung, die II. Inspektion Unteroffiziersausbildung, die Inspektion Allgemein Militärischer Teil, das Stabsquartier und die Zentrale Ausbildungseinrichtung der Artillerie. Am 1. April 2011 kam die III. Inspektion Allgemeine Grundausbildung hinzu; sie wurde zum 31. Dezember 2013 aufgelöst. Am 30. September 2013 beendete der Bereich Weiterentwicklung Artillerietruppe seinen Dienst.
Am 1. Januar 2008 wurde in der Rilchenberg-Kaserne die 3./Artillerielehrregiment 345 aufgestellt. Sie wurde zum 31. Dezember 2013 aufgelöst und ging im neuen Artillerielehrbataillon 345 auf.
Die Rekrutenkompanie 3 befand sich vom 1. Januar 2008 bis zum 31. März 2011 in der Kaserne.
Seit 11. Oktober 2011 ist die Heeresinstandsetzungslogistik mit dem Stützpunkt Idar-Oberstein in der Kaserne vertreten. Ab 7. März 2012 kam derMessbereich Artillerieschule Idar-Oberstein hinzu.
Die Lion Hellmann Bundeswehr Bekleidungsgesellschaft (LHBw) ist in der Kaserne mit ihrer Servicestation Idar-Oberstein seit 1. April 2012 vertreten. Seit 1. Februar 2013 ist in der Kaserne die Freiwillige Reservistenarbeit aktiv.
Am 17. Dezember 2014 wurde die Rilchenberg-Kaserne in Artillerieschule umbenannt, um durch diese Namensgebung an die traditionsreiche Ausbildungsstätte zu erinnern.
Seit 1. Januar 2014 ist die Flugfunkstelle Idar-Oberstein in der Artillerieschule eingerichtet.
Ab 1. April 2014 sind der III. Instandsetzungszug und die Instandsetzungsgruppen Artillerieführungssystem Waffe und Elektronik Panzerhaubitze 1 und 2 in der Artillerieschule untergebracht.
Am 30. September 2014 wurde die Inspektion Allgemein Militärischer Teil (AMT) der Artillerieschule außer Dienst gestellt.
Am 1. Januar 2015 wurde, dem Ausbildungszentrum Munster unterstellt, aus der Artillerieschule der Ausbildungsbereich Streitkräftegemeinsame Taktische Feuerunterstützung/Indirektes Feuer mit dem Bereich Versorgung sowie der VI. und VII. Inspektion des damaligen Ausbildungszentrums Munster. Zugleich entstand die Zentrale Ausbildungseinrichtung Streitkräftegemeinsame Taktische Feuerunterstützung. Sie wurde zum 1. Januar 2017 in Ausbildungszentrum Munster Multinationale Ausbildung und Übungen Zentrale Ausbildungseinrichtung Streitkräftegemeinsame Taktische Feuerunterstützung umbenannt.
Zum 30. Juni 2015 wurde die Artillerieschule mit dem Bereich Lehre und Ausbildung, dem Bereich Unterstützung, dem Fachmedienzentrum, der I. Inspektion Offiziersausbildung, der II. Inspektion Unteroffiziersausbildung, dem Stabsquartier und der Zentralen Ausbildungseinrichtung der Artillerie formal aufgelöst.
Ab 1. Juli 2015 war die Inspektion Sprachausbildung Offiziersanwärter in der Artillerieschule untergebracht. Sie wurde zum 1. Januar 2016 in Offiziersschule des Heeres XI. Inspektion Sprachausbildung umbenannt. Am 1. Juli 2017 erfolgte dann die Verlegung nach Dresden.
Am 1. April 2019 wurde das Ausbildungszentrum Munster Joint Terminal Attack Controller Competence Center Idar-Oberstein in der Artillerieschule aufgestellt. Ebenfalls ab dem 1. April 2019 befinden sich die Instandsetzungsgruppen Artillerieführungssystem 1 und 2, Kette Panzerhaubitze 2000, Radar, Raketenwerfer (Multiple Launch Rocket System) sowie mobile Betriebsmittel Kette in der Artillerieschule.
Für die medizinische Versorgung bestand der Sanitätsbereich 41/5 vom 1. Juli 1972 bis 30. Juni 1997. Das Standortsanitätszentrum bestand vom 1. März 1983 bis zum 31. März 2005. Das Sanitätszentrum 406 war vom 1. März 1983 bis 30. September 1996 in der Kaserne. Vom 1. Januar 2007 bis zum 30. September 2015 befand sich das Fachsanitätszentrum Idar-Oberstein in der Artillerieschule. Seit 1. Januar 2015 ist die Sanitätsstaffel Einsatz Idar-Oberstein hier stationiert. Ab 1. November 1965 bestand die Zahnstation H 704, die zum 1. Oktober 1972 in Zahnstation (TerrH) 401 Idar-Oberstein 1 und zum 1. April 1981 in Zahnarztgruppe 406/1 umbenannt wurde. Zum 31. Dezember 1998 erfolgte ihre Auflösung. Vom 1. Oktober 1983 bis zum 30. September 1996 bestand als Geräteeinheit die Zahnarztgruppe 8500.
Der Jahresbericht 2022 der Wehrbeauftragten des Deutschen Bundestages bezeichnete die Kaserne als „trauriges Paradebeispiel für den schlechten Zustand von Liegenschaften der Bundeswehr“. 85 Prozent der Bausubstanz seien „sanierungsbedürftig oder gänzlich abgängig“. Im „Idealfall“ könne die Kaserne 2042 ihre Zielstruktur erreichen.